# Willie O'Ree
Pour l’article homonyme, voir O'Ree.
Temple de la renommée : 2018
Willie O'Ree, C.M. (né le 15 octobre 1935 à Fredericton, dans la province du Nouveau-Brunswick au Canada) est un joueur canadien de hockey sur glace. Il est le premier joueur professionnel noir à jouer dans la Ligue nationale de hockey.
O'Ree est surnommé « le Jackie Robinson du hockey sur glace » puisqu'il a réussi à briser la barrière raciale dans ce sport. Il a d’ailleurs publiquement déclaré avoir rencontré deux fois le joueur de baseball dans sa jeunesse.
Intronisé au Temple de la renommée sportive du Nouveau-Brunswick dès 1984, il est reçu au Temple de la renommée du hockey dans la catégorie des bâtisseurs en 2018. En 2021, les Bruins de Boston retire le numéro 22 de son maillot en hommage à son apport pour l'équipe.

## Jeunesse
Willie O'Ree est le plus jeune d'une fratrie de neuf enfants. Il grandit à Fredericton, dans une ville où seulement deux familles noires sont présentes . O'Ree débute le hockey dès l'âge de trois ans et joue en club dès l'âge de cinq ans, s'entraînant régulièrement à l'arrière du jardin de la maison familiale .

## Carrière de joueur
Willie O'Ree continue à jouer au hockey sur glace tout le long de son enfance, puis adolescence. C'est au cours de sa seconde saison en ligue semi-professionnelle (la Ligue de hockey du Québec) alors qu'il joue avec les As de Québec, que O'Ree est appelé en LNH par les Bruins de Boston afin de remplacer un joueur blessé. À l'époque, O'Ree est déjà borgne à 95% de l’œil droit à cause d'une rondelle qui l'a touché au visage deux ans auparavant, ce qui aurait normalement du l'empêcher de jouer dans la ligue nationale. Il a cependant réussi à garder le secret et fait ses débuts avec les Bruins le 18 janvier 1958 contre les Canadiens de Montréal, devenant ainsi le premier joueur noir de l'histoire de la ligue ,. Il apparaît dans deux matchs cette année là et revient en 1961 pour 43 matchs, jouant sur la même ligne que Don McKenney, au centre, et Jerry Toppazzini, en ailier droit. Il a marqué 4 buts et 10 assistances dans sa carrière en LNH, le tout en 1961.
O'Ree a par la suite expliqué que « les remarques racistes étaient bien pires dans les villes américaines qu'à Toronto ou Montréal » - (les deux seules villes canadiennes ayant des équipes de LNH à l'époque). « Les fans criaient : «Retourne dans le Sud» ou bien : «Pourquoi tu n'es pas en train de ramasser du coton ?», des trucs comme ça. Mais ça ne me dérangeait pas. Je voulais juste être un joueur de hockey professionnel, et s'ils ne pouvaient pas l'accepter, c'était leur problème, pas le mien ».
Durant sa carrière en ligues mineures, O'Ree remporte deux titres dans la Ligue de l'Ouest (WHL) entre 1961 et 1974, marquant quatre fois au moins trente buts, avec un pic à 38 buts pour les saisons 1964-1965 et 1968-1969. O'Ree joue ensuite 50 matchs pour l'équipe de Ligue Américaine de Hockey, les Nighthawks de New Haven en 1972-1973, avant de jouer sa dernière saison en WHL.
La majeure partie de la carrière de Willie O'Ree s'est déroulée en WHL, avec les Blades de Los Angeles et les Gulls de San Diego. Ces derniers ont retiré son maillot, maintenant suspendu au plafond de la San Diego Sports Arena.
Après le passage de Willie O'Ree en LNH, il n'y a pas eu d'autres joueurs de hockey noirs avant Mike Marson, qui a été appelé par les Capitals de Washington en 1974.

## Distinctions et impacts pour le hockey sur glace
O'Ree est intégré au Temple de la renommée sportive du Nouveau-Brunswick dès 1984, alors qu'il a pris sa retraite sportive en 1979.
En 1998, soit 14 ans plus tard, O'Ree travaille à l'Hotel del Coronado à San Diego quand la LNH l'approche afin de lui proposer le poste de directeur du développement de la jeunesse, spécifiquement pour une action sur la diversité ( la diversity task force). La « LNH/USA Diversity task force » est un programme caritatif pour les jeunes appartenant à des minorités, qui a pour objectif de les soutenir dans l'apprentissage du hockey sur glace.
Le 19 janvier 2008, l'équipe des Bruins et le commissaire adjoint de la LNH Bill Daly honorent O'Ree au TD Garden de Boston pour marquer le 50e anniversaire de ses débuts dans la ligue. Pour l'occasion, le Musée des Sports de Nouvelle-Angleterre (situé à l'intérieur du TD Garden) réalise une exposition spéciale sur la carrière de Willie O'Ree, comprenant de nombreux objets prêtés de sa collection personnelle. De nombreux amis issus de Fredericton, sa ville d'origine, font le déplacement. Deux jours auparavant, la ville l'avait honoré en baptisant un nouveau complexe sportif à son nom.
O'Ree est surnommé « le Jackie Robinson du hockey sur glace » puisqu'il a réussi à briser la barrière raciale dans ce sport. Il a d’ailleurs publiquement déclaré avoir rencontré deux fois le joueur de baseball dans sa jeunesse,.
Le 27 janvier 2008, la LNH a également honoré O'Ree durant le 56e Match des étoiles qui a eu lieu à Atlanta, en Géorgie. Le 5 février 2008, ESPN réalise un épisode spécial en son honneur à l'occasion du Mois de l'histoire des Noirs.
Le 29 octobre 2008, l'Université d'État de San Diego remet à O'Ree une récompense pour son « engagement exceptionnel envers la diversité et la compréhension interculturelle ». La même année, il est également introduit au Temple de la renommée de Breitbard, honorant les plus grands athlètes de San Diego, à la fois sur le terrain et en dehors.
Toujours en 2008, O'Ree reçoit l'Ordre du Canada, la plus haute distinction pour un citoyen canadien. Il est honoré en tant que pionnier du hockey sur glace et mentor dévoué pour la jeunesse canadienne et américaine.
Le 28 juin 2011, le Musée des Sports au TD Garden de Boston remet à O'Ree la récompense « Héritage du Hockey » au 10e événement annuel intitulé « The Tradition ».
En 2016, alors que la finale de la Coupe Stanley allait démarrer contre les Penguins de Pittsburgh, Joel Ward, ailier droit pour les Sharks de San José déclare à ESPN que O'Ree est une des personnes l'ayant inspiré pour devenir un joueur de hockey professionnel et que son numéro 22 devrait être retiré sur l’ensemble de la ligue par la LNH, tout comme cela a été fait pour Jackie Robinson dans la Ligue majeure de baseball.
Le 26 juin 2018, il est annoncé que O'Ree est admis au Temple de la renommée du hockey dans la catégorie des bâtisseurs,.
Le 12 janvier 2021, les Bruins de Boston annonce que son maillot n°22 sera retiré lors d'une cérémonie le 18 février 2021, avant un match contre les Hurricanes de la Caroline . Du fait de la pandémie de Covid-19, la cérémonie a finalement lieu le 18 janvier 2022 ,.

## Récompenses et honneurs
- Sélectionné dans l'équipe d'étoiles de la Ligue de l'Ouest [20](1969)
- Intronisé au Temple de la renommée sportive du Nouveau-Brunswick (1984)
- Reçoit le trophée Lester-Patrick en 2003 par la LNH.
- Reçoit l'Ordre du Nouveau-Brunswick (2005)
- Reçoit l'Ordre du Canada (2008)
- Intronisé au Temple de la renommée de Breitbard (2008)
- Intronisé au Temple de la renommée du hockey dans la catégorie des bâtisseurs (2018)
- Retrait de son numéro 22 par les Bruins de Boston (2021)

## Statistiques
Pour les significations des abréviations, voir Statistiques du hockey sur glace.
| Saison      | Équipe                   | Ligue       |                            | Saison régulière           | Saison régulière           | Saison régulière           | Saison régulière           | Saison régulière           |                            | Séries éliminatoires       | Séries éliminatoires       | Séries éliminatoires       | Séries éliminatoires | Séries éliminatoires |
| Saison      | Équipe                   | Ligue       | PJ                         | B                          | A                          | Pts                        | Pun                        | PJ                         | B                          | A                          | Pts                        | Pun                        |                      |                      |
| 1955-1956   | Canucks de Kitchener     | AHO         | 41                         | 30                         | 28                         | 58                         | 0                          | -                          | -                          | -                          | -                          | -                          |                      |                      |
| 1956-1957   | As de Québec             | LHQ         | 68                         | 22                         | 12                         | 34                         | 80                         | -                          | -                          | -                          | -                          | -                          |                      |                      |
| 1957-1958   | As de Québec             | LHQ         | 57                         | 13                         | 19                         | 32                         | 43                         | -                          | -                          | -                          | -                          | -                          |                      |                      |
| 1957-1958   | Indians de Springfield   | LAH         | 6                          | 0                          | 0                          | 0                          | 0                          | -                          | -                          | -                          | -                          | -                          |                      |                      |
| 1957-1958   | Bruins de Boston         | LNH         | 2                          | 0                          | 0                          | 0                          | 0                          | -                          | -                          | -                          | -                          | -                          |                      |                      |
| 1958-1959   | As de Québec             | LHQ         | 56                         | 9                          | 21                         | 30                         | 74                         | -                          | -                          | -                          | -                          | -                          |                      |                      |
| 1959-1960   | Frontenacs de Kingston   | EPHL        | 50                         | 21                         | 25                         | 46                         | 41                         | -                          | -                          | -                          | -                          | -                          |                      |                      |
| 1960-1961   | Canadiens de Hull-Ottawa | EPHL        | 16                         | 10                         | 9                          | 19                         | 21                         | -                          | -                          | -                          | -                          | -                          |                      |                      |
| 1960-1961   | Bruins de Boston         | LNH         | 43                         | 4                          | 10                         | 14                         | 26                         | -                          | -                          | -                          | -                          | -                          |                      |                      |
| 1961-1962   | Canadiens de Hull-Ottawa | EPHL        | 12                         | 1                          | 2                          | 3                          | 18                         | -                          | -                          | -                          | -                          | -                          |                      |                      |
| 1961-1962   | Blades de Los Angeles    | WHL         | 54                         | 28                         | 26                         | 54                         | 57                         | -                          | -                          | -                          | -                          | -                          |                      |                      |
| 1962-1963   | Blades de Los Angeles    | WHL         | 64                         | 25                         | 26                         | 51                         | 41                         | 3                          | 2                          | 3                          | 5                          | 2                          |                      |                      |
| 1963-1964   | Blades de Los Angeles    | WHL         | 60                         | 17                         | 18                         | 35                         | 45                         | 12                         | 4                          | 8                          | 12                         | 10                         |                      |                      |
| 1964-1965   | Blades de Los Angeles    | WHL         | 70                         | 38                         | 21                         | 59                         | 75                         | -                          | -                          | -                          | -                          | -                          |                      |                      |
| 1965-1966   | Blades de Los Angeles    | WHL         | 62                         | 33                         | 33                         | 66                         | 30                         | -                          | -                          | -                          | -                          | -                          |                      |                      |
| 1966-1967   | Blades de Los Angeles    | WHL         | 68                         | 34                         | 26                         | 60                         | 58                         | -                          | -                          | -                          | -                          | -                          |                      |                      |
| 1967-1968   | Gulls de San Diego       | WHL         | 66                         | 21                         | 33                         | 54                         | 54                         | 7                          | 2                          | 2                          | 4                          | 6                          |                      |                      |
| 1968-1969   | Gulls de San Diego       | WHL         | 70                         | 38                         | 41                         | 79                         | 63                         | 7                          | 3                          | 3                          | 6                          | 12                         |                      |                      |
| 1969-1970   | Gulls de San Diego       | WHL         | 66                         | 24                         | 22                         | 46                         | 50                         | 6                          | 6                          | 3                          | 9                          | 4                          |                      |                      |
| 1970-1971   | Gulls de San Diego       | WHL         | 66                         | 18                         | 15                         | 33                         | 47                         | 6                          | 4                          | 1                          | 5                          | 14                         |                      |                      |
| 1971-1972   | Gulls de San Diego       | WHL         | 48                         | 16                         | 17                         | 33                         | 42                         | 4                          | 0                          | 1                          | 1                          | 2                          |                      |                      |
| 1972-1973   | Gulls de San Diego       | WHL         | 18                         | 6                          | 5                          | 11                         | 18                         | 6                          | 1                          | 4                          | 5                          | 2                          |                      |                      |
| 1972-1973   | Nighthawks de New Haven  | LAH         | 50                         | 21                         | 24                         | 45                         | 41                         | -                          | -                          | -                          | -                          | -                          |                      |                      |
| 1973-1974   | Gulls de San Diego       | WHL         | 73                         | 30                         | 28                         | 58                         | 89                         | 4                          | 3                          | 3                          | 6                          | 0                          |                      |                      |
| 1974-1975   | Sharks de San Diego      | PSHL        | Statistiques indisponibles | Statistiques indisponibles | Statistiques indisponibles | Statistiques indisponibles | Statistiques indisponibles | Statistiques indisponibles | Statistiques indisponibles | Statistiques indisponibles | Statistiques indisponibles | Statistiques indisponibles |                      |                      |
| 1975-1976   | Sharks de San Diego      | PSHL        | Statistiques indisponibles | Statistiques indisponibles | Statistiques indisponibles | Statistiques indisponibles | Statistiques indisponibles | Statistiques indisponibles | Statistiques indisponibles | Statistiques indisponibles | Statistiques indisponibles | Statistiques indisponibles |                      |                      |
| 1976-1977   | Sharks de San Diego      | PSHL        | Statistiques indisponibles | Statistiques indisponibles | Statistiques indisponibles | Statistiques indisponibles | Statistiques indisponibles | Statistiques indisponibles | Statistiques indisponibles | Statistiques indisponibles | Statistiques indisponibles | Statistiques indisponibles |                      |                      |
| 1977-1978   | Sharks de San Diego      | PSHL        | Statistiques indisponibles | Statistiques indisponibles | Statistiques indisponibles | Statistiques indisponibles | Statistiques indisponibles | Statistiques indisponibles | Statistiques indisponibles | Statistiques indisponibles | Statistiques indisponibles | Statistiques indisponibles |                      |                      |
| 1978-1979   | Hawks de San Diego       | PHL         | 53                         | 21                         | 25                         | 46                         | 37                         | -                          | -                          | -                          | -                          | -                          |                      |                      |
| Totaux WHL  | Totaux WHL               | Totaux WHL  | 785                        | 328                        | 311                        | 639                        | 669                        | 55                         | 25                         | 28                         | 53                         | 52                         |                      |                      |
| Totaux LHQ  | Totaux LHQ               | Totaux LHQ  | 181                        | 44                         | 52                         | 96                         | 197                        | -                          | -                          | -                          | -                          | -                          |                      |                      |
| Totaux EPHL | Totaux EPHL              | Totaux EPHL | 78                         | 32                         | 36                         | 68                         | 80                         | -                          | -                          | -                          | -                          | -                          |                      |                      |
| Totaux LAH  | Totaux LAH               | Totaux LAH  | 56                         | 21                         | 24                         | 45                         | 41                         | -                          | -                          | -                          | -                          | -                          |                      |                      |
| Totaux LNH  | Totaux LNH               | Totaux LNH  | 45                         | 4                          | 10                         | 14                         | 26                         | -                          | -                          | -                          | -                          | -                          |                      |                      |